# カイル・ハート (左投手)
カイル・パトリック・ハート（Kyle Patrick Hart, 1992年11月23日 - ）は、アメリカ合衆国オハイオ州シンシナティ出身のプロ野球選手（投手）。左投左打。MLBのサンディエゴ・パドレス所属。

## 経歴

### プロ入り前
インディアナ大学時代の2014年にはトミー・ジョン手術を受けている。

### プロ入りとレッドソックス時代
2016年のMLBドラフト19巡目（全体568位）でボストン・レッドソックスから指名され、プロ入り。契約後、傘下のルーキー級ガルフ・コーストリーグ・レッドソックスでプロデビュー。4試合に登板して0勝2敗、防御率2.31、19奪三振を記録した。
2017年はA級グリーンビル・ドライブとA+級セイラム・レッドソックスでプレーし、2チーム合計で22試合（先発19試合）に登板して6勝5敗、防御率2.15、109奪三振を記録した。
2018年はAA級ポートランド・シードッグスでプレーし、24試合に先発登板して7勝9敗、防御率3.57、100奪三振を記録した。
2019年はAA級ポートランドで開幕を迎え、5月にAAA級ポータケット・レッドソックスへ昇格した。2チーム合計で27試合（先発24試合）に登板して12勝13敗、防御率3.52、140奪三振を記録した。オフに40人枠に登録された。
2020年8月13日にメジャー初昇格を果たし、同日のタンパベイ・レイズ戦でメジャーデビューを果たした。この年はメジャーで4試合（先発3試合）に登板して0勝1敗、防御率15.55、13奪三振を記録した。オフの11月20日にマイナー契約でAAA級ポータケットへ配属された。
2021年はAAA級ウースター・レッドソックスでプレーし、23試合（先発20試合）に登板して6勝9敗、防御率4.22、90奪三振を記録した。
2022年はAA級ポートランドとAAA級ウースターでプレーし、2チーム合計で24試合（先発10試合）に登板して7勝3敗、防御率5.25、74奪三振を記録した。オフの11月10日にFAとなった。

### フィリーズ傘下時代
2023年2月9日にフィラデルフィア・フィリーズとマイナー契約を結んだ。シーズン開幕は傘下のAAA級リーハイバレー・アイアンピッグスで迎えたが、1試合に登板したのみで4月19日に自由契約となった。

### マリナーズ傘下時代
2023年6月3日にシアトル・マリナーズとマイナー契約を結び、傘下のAAA級タコマ・レイニアーズへ配属された。

### NC時代
2023年12月19日、韓国プロ野球のNCダイノスと2024年の選手契約を結んだ。2024年は韓国プロ野球でリーグ最多奪三振（182個）を記録したが、2025年はNCと再契約しないことになった。

### パドレス時代
2025年2月13日にサンディエゴ・パドレスとメジャー契約を結んだ。

## 詳細情報

### 年度別投手成績
| 年 度    | 球 団    | 登 板 | 先 発 | 完 投 | 完 封 | 無 四 球 | 勝 利 | 敗 戦 | セ 丨 ブ | ホ 丨 ル ド | 勝 率 | 打 者 | 投 球 回 | 被 安 打 | 被 本 塁 打 | 与 四 球 | 敬 遠 | 与 死 球 | 奪 三 振 | 暴 投 | ボ 丨 ク | 失 点 | 自 責 点 | 防 御 率 | W H I P |
| -------- | -------- | ----- | ----- | ----- | ----- | -------- | ----- | ----- | -------- | ----------- | ----- | ----- | -------- | -------- | ----------- | -------- | ----- | -------- | -------- | ----- | -------- | ----- | -------- | -------- | ------- |
| 2020     | BOS      | 4     | 3     | 0     | 0     | 0        | 0     | 1     | 0        | 0           | .000  | 67    | 11.0     | 24       | 4           | 10       | 0     | 0        | 13       | 0     | 1        | 21    | 19       | 15.55    | 3.09    |
| 2024     | NC       | 26    | 26    | 0     | 0     | 0        | 13    | 3     | 0        | 0           | .813  | 631   | 157.0    | 124      | 11          | 38       | 0     | 11       | 182      | 2     | 0        | 51    | 47       | 2.69     | 1.03    |
| MLB：1年 | MLB：1年 | 4     | 3     | 0     | 0     | 0        | 0     | 1     | 0        | 0           | .000  | 67    | 11.0     | 24       | 4           | 10       | 0     | 0        | 13       | 0     | 1        | 21    | 19       | 15.55    | 3.09    |
| KBO：1年 | KBO：1年 | 26    | 26    | 0     | 0     | 0        | 13    | 3     | 0        | 0           | .813  | 631   | 157.0    | 124      | 11          | 38       | 0     | 11       | 182      | 2     | 0        | 51    | 47       | 2.69     | 1.03    |

- 2024年度シーズン終了時
- 各年度の太字はリーグ最高

### タイトル
KBO
- 最多奪三振：1回（2024年）
- 崔東原賞：1回（2024年）

### 表彰
KBO
- KBOオールスターゲーム選出：1回（2024年）
- ゴールデングラブ：1回 (投手部門：2024）

### 背番号
- 81（2020年）
- 30（2024年）
- 68（2025年 - ）